# Scolecitrichopsis pseudoculata
Scolecitrichopsis pseudoculata is een eenoogkreeftjessoort uit de familie van de Scolecitrichidae. De wetenschappelijke naam van de soort is voor het eerst geldig gepubliceerd in 1979 door Campaner.